# Ronald Atkins
Ronald Henry Atkins (ur. 13 czerwca 1916 w Barry, zm. 30 grudnia 2020 w Avenham, Preston) – brytyjski polityk, deputowany Izby Gmin.

## Działalność polityczna
Był politykiem Partii Pracy i w  okresie od 31 marca 1966 do 18 czerwca 1970 i od 28 lutego 1974 do 3 maja 1979 reprezentował okręg wyborczy Preston North w brytyjskiej Izbie Gmin.